# Tipula horsti
Tipula horsti är en tvåvingeart som beskrevs av Günther Theischinger 1982. Tipula horsti ingår i släktet Tipula och familjen storharkrankar. Inga underarter finns listade i Catalogue of Life.